# Consenvoye
 Consenvoye  es una población y comuna francesa, en la región de Lorena, departamento de Mosa, en el distrito de Verdún y cantón de Montfaucon-d'Argonne.

## Demografía
| 406 | 364 | 310 | 280 | 280 | 286 |
| Para los censos de 1962 a 1999 la población legal corresponde a la población sin duplicidades (Fuente: INSEE [Consultar]) |     |     |     |     |     |